# I Am Kloot Play Moolah Rouge
I Am Kloot Play Moolah Rouge – piąty studyjny album grupy I Am Kloot, wydany jesienią 2007 roku (oficjalnie wiosną 2008).
Tytuł płyty pochodzi od nazwy miejsca, w którym ją nagrywano – Moolah Rouge Studios w Stockport. Album nagrywano tzw. metodą „na setkę” – zespół podszedł do sesji nagraniowej jak do koncertu. Płyta z założenia miała oddawać to, jak I Am Kloot brzmią na żywo. Grę muzyków zebranych w jednym pomieszczeniu rejestrowano przy użyciu ok. 40 mikrofonów. Sesja nagraniowa trwała dwa dni, każdą z piosenek nagrywano ok. trzy razy. Szybkie tempo nagrywania płyty spowodowane było brakiem funduszy.
Prowadzący studio bracia Colin i Norman McLeod, wzięli udział w tworzeniu albumu nie tylko jako współproducenci muzyczni, ale i dołączyli do grupy jako instrumentaliści. Współpracowali oni z zespołem I Am Kloot już przy nagrywaniu albumu Gods and Monsters. Wzięli oni także udział w trasie koncertowej promującej album I Am Kloot Play Moolah Rouge występując z zespołem na scenie.
Album początkowo ukazał się w limitowanej edycji 2 tys. numerowanych egzemplarzy CD i dostępny był jedynie na koncertach zespołu, poczynając od występu w Manchester Academy 3, 24 listopada 2007. Oficjalna premiera, w formie płyty CD z dołączonym nośnikiem DVD, miała miejsce dopiero 14 kwietnia 2008 roku. Dodatkowo, 1 października 2008 r. ukazała się limitowana (300 egzemplarzy) edycja albumu w wersji gramofonowej z autografami członków zespołu, dostępna za pośrednictwem strony internetowej Townsend Records.
Płyta I Am Kloot Play Moolah Rouge ukazała się nakładem Skinny Dog Records – wytwórni, do której założycieli należą m.in. Peter Jobson (I Am Kloot) i Guy Garvey (Elbow).
Album znalazł się na 74 miejscu notowań w Holandii.

## Dedykacja
Płytę zadedykowano Bryanowi Glancy’emu (1966–2006). Był to manchesterski muzyk (gitarzysta, wokalista, autor piosenek), dobrze znany w tamtejszym środowisku muzycznym. W latach 90. wraz z przyszłym wokalistą I Am Kloot, Johnem Bramwellem, współtworzył grupę The Mouth. John grał w niej na gitarze i śpiewał chórki. Przez rok do zespołu Glancy’ego należeli również pozostali przyszli członkowie grupy I Am Kloot, tj. Andy Hargreaves i Peter Jobson.
Według słów Bramwella, wiele tekstów znajdujących się na albumie I Am Kloot Play Moolah Rouge pochodzi z rozmów z Glancym. Piosenki „Only Role in Town” oraz (zawarta na dodatku DVD) „Even the Stars” nawiązują do osoby Bryana.

Brian Glancy to tytułowy „rzadko widywany dzieciak” z albumu The Seldom Seen Kid grupy Elbow. 

## Konkurs – teledysk „Ferris Wheels”
W drugiej połowie marca 2008 zorganizowano konkurs, w ramach którego fani zespołu mieli za zadanie stworzenie własnej wersji teledysku do utworu „Ferris Wheels”. W tym celu należało załączyć wybrane przez siebie zdjęcia do specjalnie w tym celu przygotowanego wideoklipu, zawierającego fotografie z NASA. Do wygrania były 3 specjalne DVD zawierające różne „rarytasy”, niepublikowane materiały filmowe oraz zwycięskie wersje teledysku. Dla głównego zwycięzcy przeznaczono również miejsca na liście gości na jednym z koncertów.

## Lista utworów
| 1.  | „One Man Brawl”     | 3:20  |
|     |                     |       |
| 2.  | „Chaperoned”        | 5:08  |
|     |                     |       |
| 3.  | „Ferris Wheels”     | 3:11  |
|     |                     |       |
| 4.  | „Hey Little Bird”   | 2:47  |
|     |                     |       |
| 5.  | „The Runaways”      | 3:09  |
|     |                     |       |
| 6.  | „Down at the Front” | 3:56  |
|     |                     |       |
| 7.  | „Someone Like You”  | 3:08  |
|     |                     |       |
| 8.  | „Suddenly Strange”  | 2:59  |
|     |                     |       |
| 9.  | „Only Role in Town” | 4:39  |
|     |                     |       |
| 10. | „At the Sea”        | 2:02  |
|     |                     |       |
|     |                     | 34:19 |
|     |                     |       |
Autorem wszystkich piosenek jest John Bramwell.

## Zawartość dodatku DVD
Na nośniku DVD znalazł się wywiad z wokalistą zespołu. Rozmowa poprzeplatana jest fragmentami koncertów itp.
Oprócz wywiadu, można osobno obejrzeć specjalne wykonania piosenek „na żywo”, zarejestrowane w Moolah Rouge Studios:
| 1.  | „Ferris Wheels”                   | 3:04  |
|     |                                   |       |
| 2.  | „One Man Brawl”                   | 3:31  |
|     |                                   |       |
| 3.  | „Hey Little Bird”                 | 2:48  |
|     |                                   |       |
| 4.  | „Someone Like You”                | 3:10  |
|     |                                   |       |
| 5.  | „Suddenly Strange”                | 3:00  |
|     |                                   |       |
| 6.  | „Twist”                           | 3:35  |
|     | piosenka z albumu Natural History |       |
| 7.  | „Only Role in Town”               | 4:44  |
|     |                                   |       |
| 8.  | „Even the Stars”                  | 3:58  |
|     | utwór wcześniej niepublikowany    |       |
| 9.  | „The Runaways”                    | 3:15  |
|     |                                   |       |
| 10. | „Because”                         | 5:00  |
|     | piosenka z albumu Natural History |       |
| 11. | „At the Sea”                      | 2:19  |
|     |                                   |       |
|     |                                   | 38:24 |
|     |                                   |       |

## Single
| tytuł             | wytwórnia         | format, nr katalogowy | data i miejsce wydania | lista utworów                                                  | inne |
| ----------------- | ----------------- | --------------------- | ---------------------- | -------------------------------------------------------------- | --- |
| „Hey Little Bird” | [PIAS] Recordings | CDS, 556.4773.322     | 2008, Wielka Brytania  | 1. „Hey Little Bird” – 2:49 2. „Hey Little Bird (Demo)” – 3:15 | Na początku „Hey Little Bird (Demo)” można usłyszeć krótką rozmowę między Johnem Bramwellem i jego córką. |
| „Hey Little Bird” | [PIAS] Germany    | Download              | 22 sierpnia 2008       | 1. „Hey Little Bird” – 2:49 2. „Hey Little Bird (Demo)” – 3:15 | Na początku „Hey Little Bird (Demo)” można usłyszeć krótką rozmowę między Johnem Bramwellem i jego córką. |

## Twórcy
(źródła:)

### Instrumenty
I Am Kloot:
- John Bramwell
- Andy Hargreaves
- Peter Jobson

z udziałem:
- Norman McLeod – gitara, elektryczna gitara stalowa, gitara hawajska
- Colin McLeod – fortepian, organy Hammonda, Rhodes

### Produkcja, miksowanie
Wersja podstawowa:
- The McLeod Brothers (Colin i Norman McLeod) i I Am Kloot – produkcja
- Dan Broad – inżynieria w utworze „Only Role in Town”
- Seadna McPhail – inżynieria w pozostałych utworach
- Richard Knowles – reżyseria dźwięku (live engineering)
- Danny McTauge – asystent
- Colin McLeod i I Am Kloot – miksowanie
- Keir Stewart (The Durutti Column) – mastering (Inch Studios)

Dodatek DVD:
- John Robb (brytyjski dziennikarz i wokalista punk rockowej grupy Goldblade[a]) – prowadzenie wywiadu
- Mike Buttery, Ben Gordon, Nick Gillespie – kamery
- Richard Goodaire – oświetlenie/kamery
- Alex Meadows – fotosy i zdjęcia specjalne (additional photography and stills)[b]
- Seadna McPhail – realizacja dźwięku (sound recording)
- Danny McTague – asystent realizatora (recording assistant)
- Phil Bulleyment – miksowanie dźwięku
- Rachael Kichenside – asystent produkcji (production assistant)
- Leif Johnson – montaż
- Mike Buttery – asystent producenta (assistant producer)
- Daniel Parrott – producent/reżyser
- Channel M Television(inne języki) (regionalna stacja telewizyjna z Manchesteru) – produkcja

### Oprawa graficzna
- Alex Meadows – fotografie (ze studia)